# Antheua quisola
Antheua quisola är en fjärilsart som beskrevs av Embrik Strand 1912. Antheua quisola ingår i släktet Antheua och familjen tandspinnare. Inga underarter finns listade i Catalogue of Life.